# سيدي الجوادي
سيدي الجوادي (أولاد سيدي الجوذي) هي قرية موجودة في بلدية قنزات، الكائنة بدائرة قنزات، بولاية سطيف الجزائرية.